# Pablo Pinillos
Pablo Pinillos Caro (Murillo de Río Leza, 9 luglio 1974) è un ex calciatore spagnolo, di ruolo difensore.